# Костурские говоры

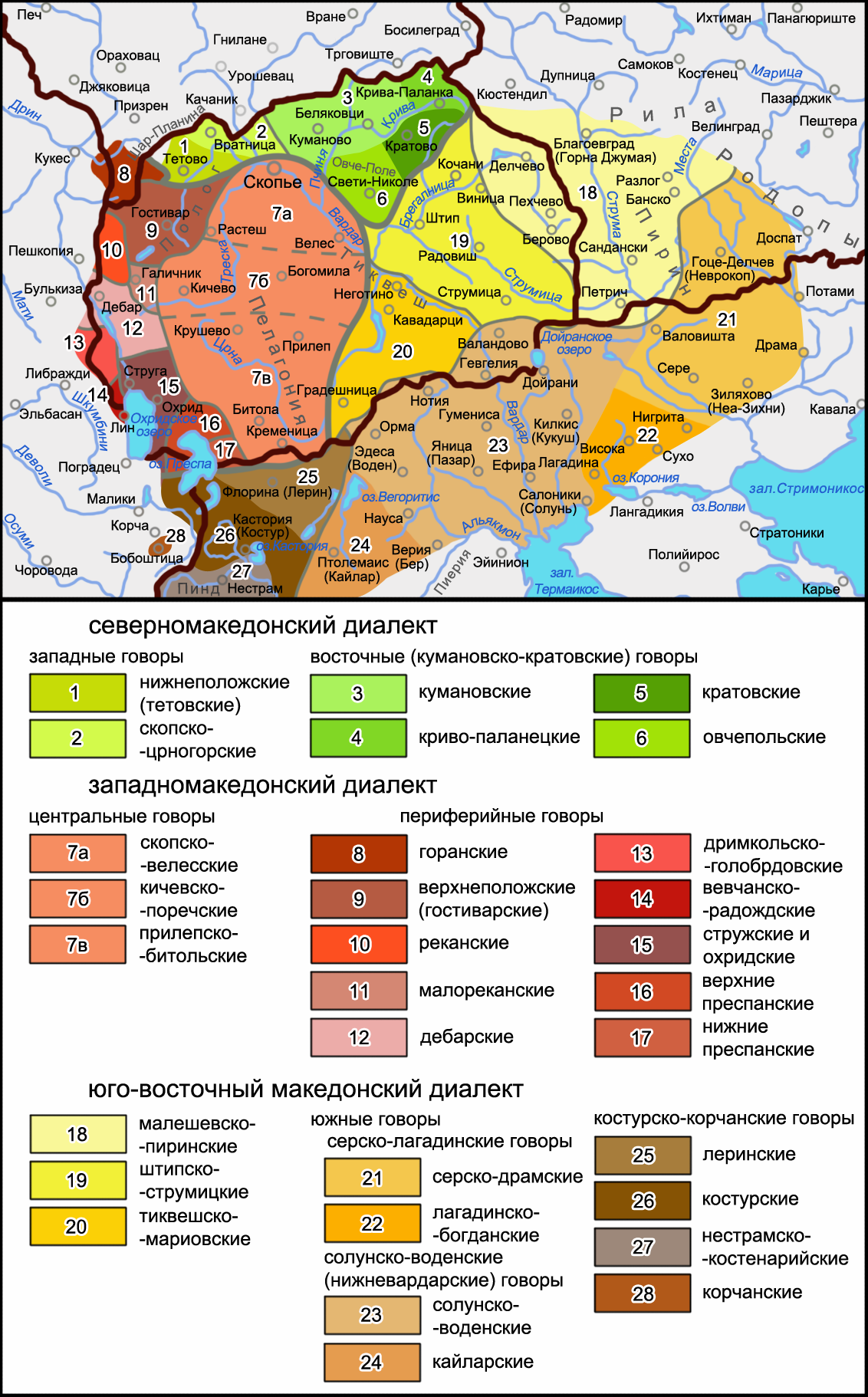
Ареал костурских говоров на карте македонских диалектов

Костурские говоры — западноболгарские говоры  болгарского языка  и южного (юго-западного) ареала западномакедонского диалекта, распространённые в окрестностях греческого города Костур (Кастория) в северной Греции — на территории административной области (периферии) Западная Македония: в северной части периферийного региона Кастория и юго-западной части региона Флорина.

## Общие сведения
В классификации, основанной на работах македонских диалектологов Б. Видоески и Б. Конески (опубликована в издании «The Slavonic Languages», 1993), костурские говоры вместе с корчанскими и нестрамскими образуют в пределах западномакедонского диалектного ареала обособленную костурско-корчанскую группу.
Болгарские диалектологи относят костурские говоры к южному периферийному юго-западному ареалу западноболгарской диалектной группы. По различиям в рефлексах носовой гласной Ѫ периферийные говоры иначе называют не-а-говоры. Часто в ареал костурских говоров включают ареал нестрамских говоров. Вместе с преспанскими, леринскими и корчанскими эгейско-македонскими говорами костурские рассматриваются также как переходные между западной и восточной македонскими диалектными группами.
В период между 1912 и 1949 годами часть носителей костурских говоров переселилась в Болгарию, Югославию и Турцию. В настоящее время костурские говоры, сохраняющиеся в Болгарии и Республики Македония испытывают значительное влияние болгарского и македонского литературных языков, за исключением тех мест, где носители костурских говоров расселились компактно. В Греции костурские говоры подвергаются сильному воздействию греческого языка, число говорящих сокращается. Костурские говоры частично сохраняются среди потомков переселенцев из Костурского края в Труцию.

## Особенности говоров

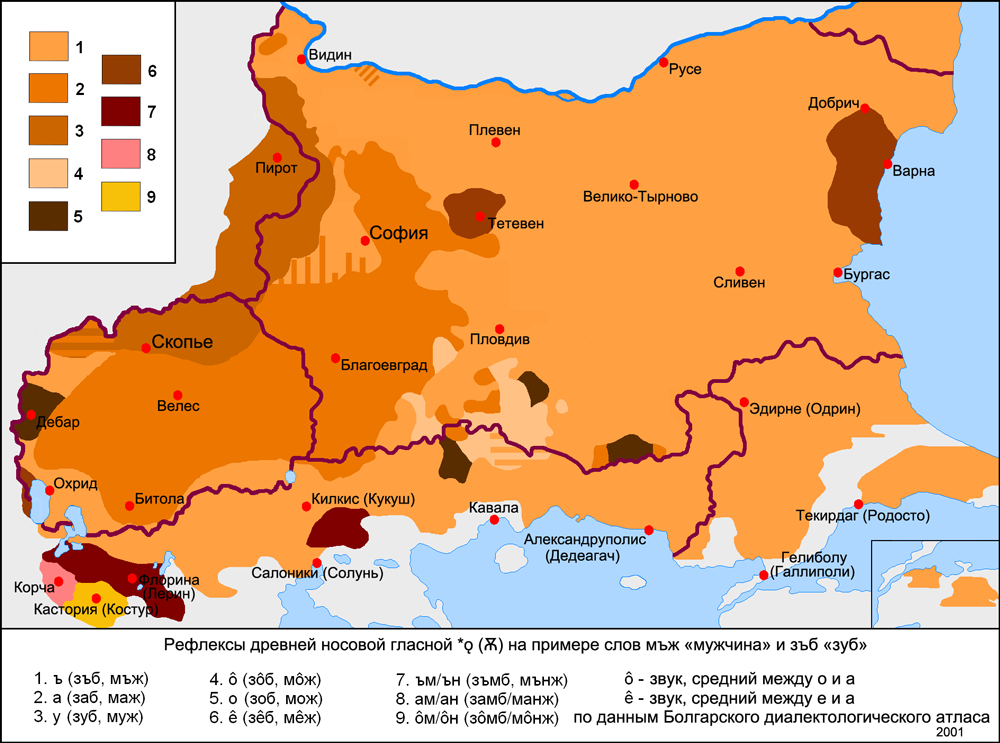
Рефлексы Ѫ в болгаро-македонском диалектном ареале

Вместе с нестрамскими костурские говоры характеризуются следующими диалектными чертами:
- одна из наиболее ярких фонетических черт, выделяющих говоры костурского региона, — наличие сочетания чистых гласных и назализованных сонорных ън, ъм и ен, ем на месте праславянских носовых Ѫ и Ѧ[10]: бъ̀нда, гъ̀мба, глѐндам, ерембѝца; возможно также произношение на месте носовых чистых гласных — ъ, â и ô: мъ̀ка, ръ̀ка, път, мồка; пôт, мâка, пâт;
- наличие шч и ж или, реже, ждж на месте праславянских сочетаний *tj, *dj: лѐшча, Корешча, вѐжа, мѐжа, вѐжджа, мѐжджа;
- развитие на месте редуцированной ъ гласной о: во̀шка, пѐток, дош;
- на месте этимологических сочетаний чрѣ, чрь формирование сочетаний цър, чър, чер,чâр, чôр, чôр: църно, чърно, черно, чâрно, чôрно.
- преобладание ударения на предпоследнем слоге, в словах с членными морфемами артикля ударение смещается на третий от конца слова слог: човèци—човèците, говендàри—говендàрите;
- распространение членной морфемы артикля мужского рода в форме единственного числа -о: чо̀веко, гра̀до;
- употребление такихформ личных местоимений 3-го лица единственного и множественного числа, как той, та̀йа, то, тѝйа;
- окончание -нишча у форм множжественного числа, образованных от существительных среднего рода на -е: кученѝшча;
- перфект, образуемый при помощи глагола имам и страдательного причастия — То̀й ѝма писа̀но.
- распространение частицы, участвующей в образовании будущего времени глагола: в северном ареале — ке, в южном — за;
- окончание  -а у глаголов I и II спряжения в форме 1-го лица множественного числа настоящего времени: но̀са, сѐйа и т. д.